# Campeonato da NACAC de Atletismo Sub-18, Sub-20 e Sub-23 de 2021
A edição 2021 do Campeonato da NACAC Sub-18, Sub-20 e Sub-23 foi um campeonato de atletismo organizado pela Associação de Atletismo da América do Norte, Central e Caribe (NACAC). Os eventos foram realizados em conjunto no Estádio Nacional, em San José, na Costa Rica, entre 9 a 11 de julho de 2021. O campeonato contou com a participação de 263 atletas de 19 nacionalidades distribuídos em 100 provas nos três níveis. Essa foi a 1º edição do campeonato no nível Sub-20. 

## Medalhistas

### Sub-18
Resultados completos foram publicados.
Masculino
| Evento                      | Ouro                                                                       | Ouro            | Prata                                                              | Prata    | Bronze                                                                       | Bronze  |
| --------------------------- | -------------------------------------------------------------------------- | --------------- | ------------------------------------------------------------------ | -------- | ---------------------------------------------------------------------------- | ------- |
| 100 metros                  | Alicke Cranston · Jamaica                                                  | 10.42 , NU18R   | Ajani Daley · Antígua e Barbuda                                    | 10.68    | Kyle Lawrence · São Vicente e Granadinas                                     | 10.71   |
| 200 metros                  | Alicke Cranston · Jamaica                                                  | 20.74           | Orlando Wint · Jamaica                                             | 21.10    | Shimar Bain · Bahamas                                                        | 21.65   |
| 400 metros                  | Delano Kennedy · Jamaica                                                   | 47.75           | Tahj Hamm · Jamaica                                                | 48.38    | Shamar Smith · Bahamas                                                       | 49.83   |
| 800 metros                  | Kemarrio Bygrave · Jamaica                                                 | 1:54.35         | Adrian Nethersole · Jamaica                                        | 1:56.63  | Auder Franco · Guatemala                                                     | 2:02.03 |
| 1 500 metros                | Esteban Oses · Costa Rica                                                  | 4:33.24         | Apenas um participante                                             |          |                                                                              |         |
| 3 000 metros                | Paulo Gómez González · Costa Rica                                          | 9:03.39         | Apenas um participante                                             |          |                                                                              |         |
| 10 km marcha atlética       | Bryan Matías Ortiz · Guatemala                                             | 43:55.66        | Gabriel Alvarado Dávila · Nicarágua                                | 44:05.16 | Apenas dois participantes                                                    |         |
| 110 metros barreiras        | Andre Harris · Jamaica                                                     | 13.78           | Otto Laing · Bahamas                                               | 13.82    | Shamer Blake · Jamaica                                                       | 14.08   |
| 400 metros barreiras        | Roshawn Clarke · Jamaica                                                   | 51.95           | Shimar Bain · Bahamas                                              | 53.39    | Shamer Blake · Jamaica                                                       | 55.20   |
| 2.000 metros com obstáculos | Paulo Gómez González · Costa Rica                                          | 6:10.97 , NU18R | Auder Franco · Guatemala                                           | 6:44.94  | Apenas dois participante                                                     |         |
| 4×100 metros estafetas      | Jamaica · Oshane Blackwood · Orlando Wint · Alicke Cranston · Andre Harris | 40.60 , NU18R   | Bahamas · Adam Musgrove · Shamar Smith · Shimar Bain · Mateo Smith | 42.10    | Costa Rica · Sheymark Ramírez · Ian Hawkes · Andre García · Rasheed Sandoval | 44.13   |
| Salto em altura             | Aaron McKenzie · Jamaica                                                   | 2.01            | Brandon Pottinger · Jamaica                                        | 1.98     | Alonzo Gaitan · Panamá                                                       | 1.80    |
| Salto com vara              | Denzel Ponce · Costa Rica                                                  | 3.30            | Apenas um participante                                             |          |                                                                              |         |
| Salto em comprimento        | Uroy Ryan · São Vicente e Granadinas                                       | 7.40            | Jaydon Hibbert · Jamaica                                           | 7.31     | Javar Thomas · Jamaica                                                       | 7.14    |
| Salto triplo                | Jaydon Hibbert · Jamaica                                                   | 16.02 NU18R     | Javar Thomas · Jamaica                                             | 14.89    | Fernando Reyes Melgar · El Salvador                                          | 14.34   |
| Arremesso de peso           | Zachry Campbell · Jamaica                                                  | 16.27           | Jeims Molina · Costa Rica                                          | 14.86    | Antwon Hilly Turcas e Caicos                                                 | 14.20   |
| Lançamento de disco         | Zachry Campbell · Jamaica                                                  | 54.00           | Jeims Molina · Costa Rica                                          | 40.59    | Kaden Cartwright · Bahamas                                                   | 38.65   |
| Lançamento do martelo       | David Ayala Abrego<br El Salvador                                          | 67.31           | Jeims Molina · Costa Rica                                          | 47.09    | Apenas dois participantes                                                    |         |
| Lançamento do dardo         | Nathaniel Zervos · Bahamas                                                 | 67.96 , NU18R   | Kaden Cartwright · Bahamas                                         | 57.76    | Marlon Sathoo · Ilhas Caimã                                                  | 49.30   |
| Decatlo                     | Franklin Daniel Núñez · Costa Rica                                         | 6436 pts        | Apenas um participante                                             |          |                                                                              |         |

Feminino
| Evento                 | Ouro                                                             | Ouro             | Prata                                                                            | Prata    | Bronze                                                                       | Bronze   |
| ---------------------- | ---------------------------------------------------------------- | ---------------- | -------------------------------------------------------------------------------- | -------- | ---------------------------------------------------------------------------- | -------- |
| 100 metros             | Tina Clayton · Jamaica                                           | 11.17            | Serena Cole · Jamaica                                                            | 11.52    | Mariandrée Chacón · Guatemala                                                | 11.81    |
| 200 metros             | Alana Reid · Jamaica                                             | 23.78 , NU18R    | Mariandrée Chacón · Guatemala                                                    | 24.06    | Lacarthea Cooper · Bahamas                                                   | 24.09    |
| 400 metros             | Javoyna Walcourt · Jamaica                                       | 56.10            | Lacarthea Cooper · Jamaica                                                       | 56.63    | Oneika Brissett · Bahamas                                                    | 57.43    |
| 800 metros             | Rickeisha Simms · Jamaica                                        | 2:23.75          | Kishay Rowe · Jamaica                                                            | 2:23.91  | Keisy Mata · Costa Rica                                                      | 2:33.68  |
| 1 500 metros           | Rickeisha Simms · Jamaica                                        | 05:03.01         | Valeria Poveda · Costa Rica                                                      | 05:17.65 | Abigail Ramírez · Costa Rica                                                 | 05:18.94 |
| 3 000 metros           | Valeria Poveda · Costa Rica                                      | 11:37.43         | Abigail Ramírez · Costa Rica                                                     | 11:39.23 | Tanesia Gardiner Turcas e Caicos                                             | 12:24.41 |
| 5 km marcha atlética   | Sharon Herrera · Costa Rica                                      | 23:18.14 NU18R   | Lisbeth López · Guatemala                                                        | 23:57.03 | Yaquelin Teletor · Guatemala                                                 | 25:39.87 |
| 100 metros barreiras   | Alexis James · Jamaica                                           | 13.31            | Kerrica Hill · Jamaica                                                           | 13.68    | Maryell García · Costa Rica                                                  | 15.65    |
| 400 metros barreiras   | Alliah Baker · Jamaica                                           | 01:03.36 , NU18R | Kasha Neilly · Bahamas                                                           | 01:05.26 | Maryell García · Costa Rica                                                  | 01:10.02 |
| 4×100 metros estafetas | Jamaica · Serena Cole · Tina Clayton · Kerrica Hill · Alana Reid | 45.49            | Bahamas · Shavantae Roberts · Lacarthea Cooper · Javoyna Walcourt · Paige Archer | 47.27    | Costa Rica · Naydelin Calderon · Tania Alfaro · Anayely Muñoz · Amanda Muñoz | 50.70    |
| Salto em altura        | Rasheda Samuels · Jamaica                                        | 1.71 NU18R       | Deijanae Bruce · Jamaica                                                         | 1.71     | Angely Cabezas · Costa Rica                                                  | 1.45     |
| Salto com vara         | Eva Orlich · Costa Rica                                          | 2.50             | Apenas um participante                                                           |          |                                                                              |          |
| Salto em comprimento   | Serena Cole · Jamaica                                            | 5.72             | Valeria Fernández Guillén · Guatemala                                            | 5.63     | Anayely Muñoz · Costa Rica                                                   | 5.26     |
| Salto triplo           | Valeria Fernández Guillén · Guatemala                            | 11.94            | Danisha Chimillo · Guatemala                                                     | 11.92    | Amanda Muñoz · Costa Rica                                                    | 11.70    |
| Arremesso de peso      | Britannia Johnson · Jamaica                                      | 14.33            | Britannie Johnson · Jamaica                                                      | 13.94    | Palesa Caesar · Ilhas Virgens Britânicas                                     | 12.89    |
| Lançamento de disco    | Cedricka Williams · Jamaica                                      | 45.37 NU18R      | Britannia Johnson · Jamaica                                                      | 43.59    | Calea Jackson · Bahamas                                                      | 41.03    |
| Lançamento do martelo  | Sophie Pérez · Guatemala                                         | 60.55 NU18R      | Lucía Castro Jiménez · El Salvador                                               | 48.97    | Nicole Calderón · Costa Rica                                                 | 42.70    |
| Lançamento do dardo    | Rachell Pascal · Ilhas Caimã                                     | 36.45            | Verónica Montoya · Costa Rica                                                    | 34.12    | Apenas dois participantes                                                    |          |
| Heptatlo               | Angely Cabezas · Costa Rica                                      | 3772 pts         | Apenas um participante                                                           |          |                                                                              |          |

Misto
| Evento                 | Ouro                                                                        | Ouro    | Prata                                                                        | Prata   | Bronze                                                                      | Bronze  |
| ---------------------- | --------------------------------------------------------------------------- | ------- | ---------------------------------------------------------------------------- | ------- | --------------------------------------------------------------------------- | ------- |
| 4×400 metros estafetas | Jamaica · Kishay Rowe · Roshawn Clarke · Oneika Brissett · Delano Kennedy · | 3:25.27 | Bahamas · Shimar Bain · Lacarthea Cooper · Javoyna Walcourt · Shamar Smith · | 3:27.73 | Costa Rica · Amanda Muñoz · Ian Hawkes · Naydelin Calderon · Andre García · | 3:45.26 |

### Sub-20
Resultados completos foram publicados. 
Masculino
| Evento                 | Ouro                                                                                     | Ouro    | Prata                                                                                     | Prata   | Bronze                             | Bronze |
| ---------------------- | ---------------------------------------------------------------------------------------- | ------- | ----------------------------------------------------------------------------------------- | ------- | ---------------------------------- | ------ |
| 100 metros             | Terrence Jones · Bahamas                                                                 | 10.47   | Nazzio John · Granada                                                                     | 10.62   | Alejandro Ricketts · Costa Rica    | 10.69  |
| 200 metros             | Wanya McCoy · Bahamas                                                                    | 21.17   | Terrence Jones · Bahamas                                                                  | 21.18   | Sandrey Davison · Jamaica          | 21.34  |
| 400 metros             | Wanya McCoy · Bahamas                                                                    | 48.34   | Handal Roban · São Vicente e Granadinas                                                   | 48.97   | José Andrés Hernández · Costa Rica | 50.22  |
| 800 metros             | Handal Roban · São Vicente e Granadinas                                                  | 1:49.75 | Matthew Cook · Costa Rica                                                                 | 1:56.99 | Apenas dois participantes          |        |
| 110 metros barreiras   | Antoine Andrews · Bahamas                                                                | 14.27   | Alton Roker · Bahamas                                                                     | 15.26   | Apenas dois participantes          |        |
| 400 metros barreiras   | Dillon Leacock · Trinidad e Tobago                                                       | 53.45   | Apenas um participante                                                                    |         |                                    |        |
| 4×100 metros estafetas | Bahamas · Antoine Andrews · Wanya McCoy · Demetrius Rolle · Terrence Jones               | 41.68   | Costa Rica · Gary Altamirano · José Andrés Hernández · Stiver Alfaro · Alejandro Ricketts | 43.17   | Apenas duas equipes                |        |
| 4×400 metros estafetas | Costa Rica · Gary Altamirano · Matthew Cook · Alejandro Ricketts · José Andrés Hernández | 3:26.91 | Apenas uma equipe                                                                         |         |                                    |        |
| Salto em altura        | Romaine Beckford · Jamaica                                                               | 2.10    | Elias Ocampo · Costa Rica                                                                 | 1.80    | Apenas dois participantes          |        |
| Salto em comprimento   | Kavian Kerr · Jamaica                                                                    | 7.80    | Miguel Aronategui · Panamá                                                                | 6.69    | Elias Campo · Costa Rica           | 6.40   |
| Salto triplo           | Nathan Crawford · Barbados                                                               | 14.92   | Elias Campo · Costa Rica                                                                  | 14.05   | Gary Altamirano · Costa Rica       | 13.13  |
| Arremesso de peso      | Tarajah Hudson · Bahamas                                                                 | 15.93   | Yoshua Villafuerte · Costa Rica                                                           | 15.12   | Jean Cerrud · Panamá               | 14.40  |
| Lançamento de disco    | Tarajah Hudson · Bahamas                                                                 | 52.45   | Yoshua Villafuerte · Costa Rica                                                           | 48.71   | Jean Cerrud · Panamá               | 38.75  |

Feminino
| Evento                 | Ouro                                                                                 | Ouro    | Prata                                       | Prata   | Bronze                           | Bronze |
| ---------------------- | ------------------------------------------------------------------------------------ | ------- | ------------------------------------------- | ------- | -------------------------------- | ------ |
| 100 metros             | Camille Rutherford · Bahamas                                                         | 11.36   | Leah Bertrand · Trinidad e Tobago           | 11.70   | Joella Lloyd · Antígua e Barbuda | 11.70  |
| 200 metros             | Camille Rutherford · Bahamas                                                         | 23.42   | Joella Lloyd · Antígua e Barbuda            | 23.55   | Alliyah Francis · Jamaica        | 24.32  |
| 400 metros             | Rae-Anne Serville · Trinidad e Tobago                                                | 54.85   | Lacarthea Cooper · Ilhas Virgens Britânicas | 55.66   | Melanie Vargas · Costa Rica      | 59.78  |
| 800 metros             | Jasmaine Knowles · Bahamas                                                           | 2:15.25 | María Chavez Madrigal · Costa Rica          | 2:30.82 | Apenas dois participantes        |        |
| 100 metros barreiras   | Ackera Nuget · Jamaica                                                               | 13.64   | Luisana Alonso · Costa Rica                 | 32.83   | Apenas dois participantes        |        |
| 4×100 metros estafetas | Costa Rica · Luisana Alonso · Melanie Vargas · Ivanniz Blackwood · Maryangel Morales | 49.81   | Apenas uma equipe                           |         |                                  |        |
| 4×400 metros estafetas | Costa Rica · Luisana Alonso · Maryangel Morales · Melanie Vargas · Ivanniz Blackwood | 4:08.66 | Apenas uma equipe                           |         |                                  |        |
| Salto em altura        | María José Rodríguez Luna · Costa Rica                                               | 1.65    | Apenas um participante                      |         |                                  |        |
| Salto em comprimento   | Shantae Foreman · Jamaica                                                            | 6.07    | Maryangel Morales · Costa Rica              | 5.00    | Apenas dois participantes        |        |
| Salto triplo           | Maryangel Morales · Costa Rica                                                       | 10.72   | Apenas um participante                      |         |                                  |        |
| Arremesso de peso      | Carnitre Mackey · Bahamas                                                            | 12.56   | Apenas um participante                      |         |                                  |        |
| Lançamento de dardo    | Rhema Otabor · Bahamas                                                               | 55.06   | Carnitre Mackey · Bahamas                   | 41.31   | Apenas dois participantes        |        |

### Sub-23
Resultados completos foram publicados.
Masculino
| Evento                      | Ouro                                                                               | Ouro     | Prata                                                                        | Prata    | Bronze                                                  | Bronze   |
| --------------------------- | ---------------------------------------------------------------------------------- | -------- | ---------------------------------------------------------------------------- | -------- | ------------------------------------------------------- | -------- |
| 100 metros                  | Kuron Griffith · Barbados                                                          | 10.33    | Odaine McPherson · Jamaica                                                   | 10.39    | Kion Benjamin · Trinidad e Tobago                       | 10.40    |
| 200 metros                  | Alexander Ogando · República Dominicana                                            | 20.59    | Jevaughn Powell · Jamaica                                                    | 20.83    | Antonio Watson · Jamaica                                | 21.03    |
| 400 metros                  | Jonathan Jones · Barbados                                                          | 46.20    | Christopher Taylor · Jamaica                                                 | 46.58    | Javeir Brown · Jamaica                                  | 47.54    |
| 800 metros                  | Juan Diego Castro · Costa Rica                                                     | 1:48.66  | Tyrese Reid · Jamaica                                                        | 1:49.44  | Aarón Hernández · El Salvador                           | 1:54.47  |
| 1 500 metros                | Aarón Hernández · El Salvador                                                      | 3:57.37  | Marcos Cruz · Guatemala                                                      | 3:58.27  | Tyrese Reid · Jamaica                                   | 4:01.40  |
| 5 000 metros                | Marcial Rodríguez · Nicarágua                                                      | 14:32.93 | Apenas um participante                                                       |          |                                                         |          |
| 10 km marcha atlética       | Pedro Alexander López · Guatemala                                                  | 43:55.84 | Oscar Pop Choc · Guatemala                                                   | 44:08.08 | Juan Manuel Calderón · Costa Rica                       | 44:12.97 |
| 110 metros barreiras        | Orlando Bennett · Jamaica                                                          | 13.65    | Rasheem Brown · Ilhas Caimã                                                  | 14.06    | Yves Cherubin · Haiti                                   | 14.29    |
| 400 metros barreiras        | Rasheeme Griffith · Barbados                                                       | 52.06    | Nathan Fergusson · Barbados                                                  | 52.69    | Luis Alonso Guevara · Costa Rica                        | 54.78    |
| 3.000 metros com obstáculos | Marcial Rodríguez · Nicarágua                                                      | 9:56.16  | Brandon Barrantes · Costa Rica                                               | 10:07.86 | Apenas dois finalistas                                  |          |
| 4×100 metros estafetas      | Jamaica · Antonio Watson · Christopher Taylor · Jevaughn Powell · Odaine McPherson | 42.07    | Costa Rica · Derick Leandro · Ivan Sibaja · Kluiverth Nuñez · Rasheed Miller | 44.69    | Apenas duas equipes                                     |          |
| Salto em altura             | Shaun Miller · Bahamas                                                             | 2.21     | Kyle Alcine · Bahamas                                                        | 2.15     | Byron Villalobos · Costa RicaRaymond Richards · Jamaica | 1.95     |
| Salto com vara              | Julio Flores · Nicarágua                                                           | 4.50     | Héctor Juan · República Dominicana                                           | 4.20     | Apenas dois finalistas                                  |          |
| Salto em comprimento        | Shakwon Coke · Jamaica                                                             | 7.88     | Clement Campbell · Trinidad e Tobago                                         | 7.37     | Rasheed Miller · Costa Rica                             | 7.15     |
| Salto triplo                | Jonathan Miller · Barbados                                                         | 16.00    | Taeco O'Garro · Antígua e Barbuda                                            | 15.41    | Jadon Brome · Barbados                                  | 15.12    |
| Arremesso de peso           | Courtney Lawrence · Jamaica                                                        | 18.66    | Elías Gómez · Costa Rica                                                     | 13.44    | Apenas dois finalistas                                  |          |
| Lançamento de disco         | Kai Chang · Jamaica                                                                | 61.39    | Roje Stona · Jamaica                                                         | 61.21    | Elías Gómez · Costa Rica                                | 46.33    |
| Lançamento do martelo       | Dylan Suárez · Costa Rica                                                          | 61.14    | Rodrigo Morán · Guatemala                                                    | 53.04    | Apenas dois finalistas                                  |          |
| Lançamento do dardo         | Tyriq Horsford · Trinidad e Tobago                                                 | 73.06    | Keyshawn Strachan · Bahamas                                                  | 72.13    | Armando Caballero · Panamá                              | 63.50    |
| Decatlo                     | Esteban Ibañez · El Salvador                                                       | 6436 pts | Brainer Chavarria · Costa Rica                                               | 5189 pts | Apenas dois participantes                               |          |

Feminino
| Evento                | Ouro                                        | Ouro           | Prata                                       | Prata   | Bronze                                  | Bronze |
| --------------------- | ------------------------------------------- | -------------- | ------------------------------------------- | ------- | --------------------------------------- | ------ |
| 100 metros            | Halle Hazzard · Granada                     | 11.42          | Amya Clarke · São Cristóvão e Neves         | 11.90   | Denisha Cartwritght · Bahamas           | 11.91  |
| 200 metros            | Fiordaliza Cofil · República Dominicana     | 23.89          | Halle Hazzard · Granada                     | 24.07   | Iantha Wright · Trinidad e Tobago       | 24.40  |
| 400 metros            | Charokee Young · Jamaica                    | 52.06          | Shafiqua Maloney · São Vicente e Granadinas | 52.73   | Fiordaliza Cofil · República Dominicana | 53.83  |
| 800 metros            | Shafiqua Maloney · São Vicente e Granadinas | 2:08.13        | Mikaela Smith · Ilhas Virgens Americanas    | 2:19.87 | Apenas dois participantes               |        |
| 5 km marcha atlética  | Yasury Palacios · Guatemala                 | 22:31.13 NU23R | Apenas um finalista                         |         |                                         |        |
| 100 metros barreiras  | Daszay Freeman · Jamaica                    | 13.80          | Charisma Taylor · Bahamas                   | 13.88   | Sasha Wells · Bahamas                   | 13.94  |
| 400 metros barreiras  | Shiann Salmon · Jamaica                     | 58.29          | Apenas um participante                      |         |                                         |        |
| Salto em altura       | Lamara Distin · Jamaica                     | 1.85           | Ángela González · Panamá                    | 1.65    | Apenas dois participantes               |        |
| Salto triplo          | Charisma Taylor · Bahamas                   | 13.22          | Mikeisha Welcome · São Vicente e Granadinas | 13.16   | Apenas dois participantes               |        |
| Arremesso de peso     | Deisheline Mayers · Costa Rica              | 14.90          | Danielle Sloley · Jamaica                   | 13.85   | Lacee Barnes · Ilhas Caimã              | 13.75  |
| Lançamento de disco   | Lacee Barnes · Ilhas Caimã                  | 47.34          | Acacia Astwood · Bahamas                    | 36.78   | Tania Sevilla · Costa Rica              | 33.32  |
| Lançamento do martelo | Acacia Astwood · Bahamas                    | 51.22          | Lindsay Reyes · Costa Rica                  | 45.62   | Apenas dois finalistas                  |        |
| Lançamento do dardo   | Deisheline Mayers · Costa Rica              | 41.98          | Apenas um participante                      |         |                                         |        |
| Heptatlo              | Mariel Brokke · Costa Rica                  | 4042 pts       | Apenas um participante                      |         |                                         |        |

Misto
| Evento                 | Ouro                                                                               | Ouro    | Prata                                                                  | Prata   | Bronze                    | Bronze |
| ---------------------- | ---------------------------------------------------------------------------------- | ------- | ---------------------------------------------------------------------- | ------- | ------------------------- | ------ |
| 4×400 metros estafetas | Jamaica · Shiann Salmon · Christopher Taylor · Odaine McPherson · Charokee Young · | 3:20.71 | Bahamas · Sasha Wells · Shaun Miller · Charisma Taylor · Kyle Alcine · | 3:41.69 | Apenas dois participantes |        |

## Quadro total de medalhas
O quadro de medalhas foi contabilizado nas três faixas etárias.
| Ordem | País                     | Medalha de ouro | Medalha de prata | Medalha de bronze | Total |
| ----- | ------------------------ | --------------- | ---------------- | ----------------- | ----- |
| 1     | Jamaica                  | 39              | 18               | 10                | 67    |
| 2     | Costa Rica               | 19              | 20               | 23                | 62    |
| 3     | Bahamas                  | 17              | 18               | 7                 | 42    |
| 4     | Guatemala                | 5               | 8                | 3                 | 16    |
| 5     | Barbados                 | 5               | 1                | 1                 | 7     |
| 6     | São Vicente e Granadinas | 3               | 3                | 1                 | 7     |
| 7     | Trinidad e Tobago        | 3               | 2                | 2                 | 7     |
| 8     | El Salvador              | 3               | 1                | 2                 | 6     |
| 9     | Nicarágua                | 3               | 1                | 0                 | 4     |
| 10    | Ilhas Caimã              | 2               | 1                | 2                 | 5     |
| 11    | República Dominicana     | 2               | 1                | 1                 | 4     |
| 12    | Granada                  | 1               | 2                | 0                 | 3     |
| 13    | Antígua e Barbuda        | 0               | 3                | 1                 | 4     |
| 14    | Panamá                   | 0               | 2                | 2                 | 4     |
| 15    | Ilhas Virgens Britânicas | 0               | 1                | 1                 | 2     |
| 16    | São Cristóvão e Neves    | 0               | 1                | 0                 | 1     |
| 16    | Ilhas Virgens Americanas | 0               | 1                | 0                 | 1     |
| 18    | Turcas e Caicos          | 0               | 0                | 4                 | 4     |
| 19    | Haiti                    | 0               | 0                | 1                 | 1     |
| Total | Total                    | 102             | 84               | 61                | 247   |

## Participação
263 atletas (158 masculino e 105 feminino) de 19 nações participaram neste campeonato nos três níveis. 
| - Antígua e Barbuda (4) - Bahamas (35) - Barbados (9) - Ilhas Virgens Britânicas (2) - Ilhas Caimã (6) - Costa Rica (64) - República Dominicana (14) | - El Salvador (6) - Granada (2) - Guatemala (14) - Haiti (3) - Jamaica (61) - Nicarágua (3) - Panamá (17) | - São Cristóvão e Neves (3) - São Vicente e Granadinas (6) - Trinidad e Tobago (10) - Turcas e Caicos (3) - Ilhas Virgens Americanas (1) |